# Jews Offering New Alternatives to Homosexuality
Jews Offering New Alternatives to Homosexuality (JONAH) (Engl. für "Neue Alternativen zur Homosexualität bietende Juden") war eine jüdische Vereinigung mit Sitz in Jersey City, mit dem Ziel von „Prävention, Eingreifen und Heilen der der homosexuellen Attraktivität zugrunde liegenden Umstände“.
Die Organisation benutzte die Techniken der „Reparativen Therapie“, die von allen führenden internationalen psychiatrischen und psychologischen Fachgesellschaften abgelehnt wird, da sie im Widerspruch zu den heute in Psychiatrie und Psychologie etablierten Auffassungen von Homosexualität stehen und schädigende Wirkung für die Therapierten haben können. 2015 wurde JONAH auf gerichtliche Anweisung aufgelöst und den „Therapeuten“ der Organisation die weitere Bewerbung und Ausübung derartiger Praktiken untersagt.

## Geschichte
Die Organisation wurde 1999 gegründet, der Stammsitz war Jersey City in New Jersey. Mitbegründer und Co-Direktor war Arthur A. Goldberg, promovierter Jurist, Geschäftsführer von NARTH, Präsident von PATH sowie Beiratsmitglied des DIJG. Es war die einzige jüdische Organisation, die die reparative Thearapie vertrat. Es war eine internationale Vereinigung, deren meiste Mitglieder aus den Vereinigten Staaten von Amerika, Israel, Kanada und Europa kamen. Ihr Netzauftritt war in englischer, hebräischer und spanischer Sprache. Im Juli 2003 verbanden sie sich mit zehn anderen Organisationen, die nach eigenen Angaben den Menschen dienen, die unter ich-dystoner Sexualität leiden, zur Gruppe Positive Alternatives to Homosexuality („Positive Alternativen zur Homosexualität“). JONAH warb lange mit der wahrheitswidrigen Behauptung, das Rabbinical Council of America unterstütze seine Arbeit, auch nachdem dieser einflussreiche Rabbinerverband ausdrücklich festgestellt hatte, dass dies keineswegs der Fall ist.
Die Organisation wendete sich gegen homosexuelles Verhalten und gleichgeschlechtliche Beziehungen, Aspekte, die die Organisation von der individuellen Person zu trennen versucht. Rabbi Samuel Rosenberg, der Gruppenleiter von JONAH, sagte: „Wir müssen uns ständig daran erinnern, dass in der Tora nicht die Person, sondern die Handlung verabscheut wird. Weiter haben wir nach der (homosexuellen) Tat die Verpflichtung, zu Teschuva (hebr. „Umkehr“, „Reue“) zu führen statt durch Familie, Leiter und Gemeinde zu tadeln.“
Seit 2012 liefen mehrere Klagen gegen die Organisation und Arthur A. Goldberg von ehemaligen Teilnehmern, die die Organisation und Goldberg auf Schadensersatz und Schmerzensgeld verklagen.
2015 wurde JONAH wegen betrügerischer und sittenwidriger Geschäftspraktiken zu hohen Schadensersatzzahlungen an die Opfer der „Therapien“ verurteilt und auf gerichtliche Anweisung aufgelöst; den involvierten „Therapeuten“ untersagte das Gericht in New Jersey jedwede weitere Bewerbung und Ausübung von „Reparativtherapien“.